# 松山飛機場線
松山飛機場線（まつやまきじょうせん）は、かつて存在した台湾鉄路管理局の鉄道路線。開業当時は松山発電所線と称したが、1966年5月1日に松山飛機場線と改称された。
松山駅より分岐後、北に向かって台北松山空港に至る路線であった。

## 駅一覧
| 駅名     | 駅番号 | 駅間 キロ | 累計 キロ | 等級 | 接続路線・備考             | 所在地 | 所在地 |
| -------- | ------ | --------- | --------- | ---- | -------------------------- | ------ | ------ |
| 松山駅   | 098    | 0.0       | 0.0       | 一等 | 縦貫線                     | 台北市 | 松山区 |
| 発電所駅 |        |           |           | 廃止 | 現在の「南松山」バス停付近 | 台北市 | 松山区 |
| 飛機場駅 |        | 1.5       | 1.5       | 廃止 |                            | 台北市 | 松山区 |